# Любен Кънев
Любен Стоянов Кънев (роден 12 ноември 1982 г.) е български театрален и киноактьор. Познат с ролята си на инспектор Тодор Тодоров в най-успешния криминален сериал в България „Под прикритие“ (2011). Участва още в телевизионните сериали „Недадените“ (2013) в ролята на Принц Кирил Преславски и „Знакът на българина“ (2014) в ролята на Омар. На театралната сцена участва в редица представления като прави своя професионален дебют в Пловдивския драматичен театър през 2011 г. в спектакъла „Куклен дом“ на режисьора Крис Шарков по пиесата на Хенрик Ибсен. Още като студент през 2009 г. в Пекин, Китай, печели международна шекспирова награда за „Най-добър актьор“ (GATS International Theatre Festival).

## Биография
Любен Стоянов Кънев е роден на 12 ноември 1982 г. в Стара Загора по време, в което родителите му следват ветеринарна медицина в града. По-късно семейството се мести във Варна и се устройва там.
От малък се занимава с футбол като в юношеските си години играе за Спартак Варна и Добруджа. Има мачове в мъжкия футбол, както за Добруджа така и за ФК Орловец.
Актьорството навлиза по-късно в живота му, когато е на 20 години. Решава да кандидатства в НАТФИЗ като първия път не е приет, но една година по-късно, успешно стартира своето обучение в класа на проф. Снежина Танковска. За кратко прекъсва своето образование в академията и прави допълнителна специализация в театралната школа на Никос Хараламбос в Никозия, Кипър. През 2010 г. завършава актьорско майсторство в класа на доц. Веселин Ранков като първенец на випуска с награда „Най най най“.

## Театрална кариера
През 2011 г. стартира своята актьорска кариера в Пловдивския драматичен театър. Прави своя дебют с ролята на Торвалд Хелемер в представлението „Куклен дом“ на режисьора Крис Шарков. През следващите няколко години играе в различни популярни представления: „Илюзията“, реж. Маргарита Младенова, „Островът на съкровищата“, реж. Лео Капон, „Презрението“, реж. Крис Шарков, „Буре Барут“, реж. Ана Батева, „Кухненския асансьор“, реж. Юлиян Петков, „Агенти“ реж. Владимир Пенев, „Казимир и Каролине или и любовта никога не спира“, реж. Крис Шарков.

## Авторски проекти

### „STOP – Дяволът се призна за виновен“
През 2014 г. стартира собствена независима театрална кариера. Пише и продуцира първата си пиеса „STOP – Дяволът се призна за виновен“. Решава по новаторски начин да представи авторския си текст като за целта съчетава кино и театър в едно. „STOP“ e първият по рода си в България кино-театрален спектакъл. Редактор на текста е поета Стефан Иванов.
Героят в „STOP“ е изпълнителен директор на банка. Безчувствен хищник и пелтек, проявяващ съвест. Калкулатор, хамелеон и робот, който със закъснение копнее за любов, прошка и правда. Човек, който не се е вслушал в истината, когато е трябвало.
"Какви могат да са последствията от удовлетворяването на едно просто желание – човек да е способен да говори спокойно и свободно с хората? Що за птица е това: изпълнителен директор на банка в България? Какво е ежедневието му? Бил ли е дете, запазил ли е нещо детско в себе си? Има ли скрупули? А съвест? Гледа ли театър? Може ли да се влюби? Желае ли изкупление? "
„STOP“ пита и отговаря на много въпроси за същността на това да си човек в съвременна България. Това е представление за непостижимото наваксване, което човек предприема въпреки всичко.

### „Забравените“
През 2017 г. Любен Кънев прави премиера на своя втори авторски спектакъл „Забравените“. В представлението участват деца от Поправителния дом в Бойчиновци, част от които пресъздават на сцената своите перипетии в живота. Освен тийнейджърите, изтърпяващи присъди, на сцената излиза в партньорство с тях и Любен Кънев. Освен творчески, този проект е и социален. Лична инициатива, която подема и се надява „Забравените“ да получат чисто човешката ни подкрепа.
“В Дома видях очи, които имат нужда от подкрепа. За пръв път ходих преди две години, за да попия от атмосферата там. Тогава работих по проекта „Аквариумни хора“, разказа Кънев. Чрез него осъзнах, че излизайки на свобода, младежите нямат възможност да се интегрират във външния свят. Не знаят какво е да се приспособиш. Наричам новата инициатива „представление-чудо“, защото очаквам допирът с театралното изкуство да донесе промяна към доброто. Младите затворници вече се чувстват като истински актьори. В очите на част от тях мога да прочета самочувствие, характерно примерно за спортистите“, обяснява Кънев. 

### „Аквариумни хора“
През 2017 г. Любен Кънев анонсира и третия си авторски проект „Аквариумни хора“. Представлението ще бъде отново в жанра кино-театрален спектакъл. Текстът е написан от Кънев. Снимките по проекта са направени на локации в Лондон и в София.

Сюжетът се върти около Филип и Виктор, братя близнаци, които участват в жестоко меле между футболни агитки, в резултат на което едно момче загива, а три други са тежко ранени. Виктор е арестуван и осъден по-късно за убийство, а Филип успява да се измъкне и вече с променена самоличност успява да заобиколи затвора с бягство в Лондон. „Аквариумни хора“ проследява живота на момчетата след трагичния ден.
„Потопил съм се в живота на основния персонаж, който развивам в пиесата си и сега живея неговия живот. Целият този процес на създаването на „Аквариумни хора“ прави моят личен живот доста интересен и различен за мен, но за да напиша реалистичен, интересен и богат на истории текст, базиран на суровия и труден емигрантски живот, почувствах, че е нужно да му се отдам напълно, защото иначе няма смисъл. Поради тази причина изкарах в български затвор 13 дни, в общуване със затворниците, между които и такива, отнели човешки живот, защото искам текстът ми и актьорското ми присъствие после да бъдат пропити с истина“, обяснява Кънев.

## Кино кариера
През 2011 г. Любен Кънев прави своя телевизионен дебют в най-успешния български сериал „Под прикритие“. Изиграва ролята на инспектор Тодор Тодоров от ГДБОП. Става популярен сред зрителите на сериала като участва и във всичките 5 сезона на телевизионната продукция на БНТ. През 2013 г. е и следващата му запомняща се роля, тази на Княз Кирил Преславски в телевизионната продкуция „Недадените“, описваща събития от времето на Втората Световна Война и спасяването на българските евреи. „Знакът на Българина“ е друг сериал, в който Кънев участва продуциран от ТВ 7. В него изиграва ролята на хакера Омар. През март 2019 г. в ефира на Нова ТВ стартира „Господин X и морето“. Криминално-комедиен сериал, в който Любен Кънев взима участие. Героят му Огнян Сарафов е председател на общинския съвет и кандидат кмет на град Варна. През 2020г взема участие в сериала "All Inclusive" в ролята на Пламен Сиромашки.

## Награди и номинации
Още като студент през 2009 г. Любен Кънев печели в Пекин, Китай международна Шекспирова награда за „Най-добър актьор“ (GATS International Theatre Festival) с ролята на Брут в пиесата „Юлий Цезар“ на Уилям Шекспир, реж. Пламен Марков. Година по-късно се дипломира в Националната академия за театрално и филмово изкуство „Кръстьо Сарафов“, печелейки наградата „Най Най Най“ на випуск 2010.

## Личен живот и семейство
Има по-малък брат, който също се занимава с кино и телевизия.